# NGC 7027
NGC 7027 è una nebulosa planetaria visibile nella costellazione del Cigno.
È visibile 5 gradi a sud-est di Deneb, la brillante stella α Cygni; si trova sul bordo della Fenditura del Cigno. La sua notevole luminosità permette di essere scorta anche con un telescopio da 120-150mm di apertura, tuttavia, le sue ridottissime dimensioni non consentono di evidenziare particolari, se non ad ingrandimenti maggiori. In un 250mm si evidenzia la sua forma ovaleggiante, quasi rettangolare, con due strutture che sembrano "getti" di gas. La sua distanza è stimata sui circa 2600 Anni-luce.
Nel maggio 2016, tramite SOFIA, si è trovato dell'idruro di elio (fino a quel momento creato solo in laboratorio) nella nebulosa. Questa molecola è considerata la prima ad essersi formata in seguito al Big Bang, a cui sono seguite tutte le altre.